# 1329 Eliane
Az 1329 Eliane (ideiglenes jelöléssel 1933 FL) a Naprendszer kisbolygóövében található aszteroida. Eugène Joseph Delporte fedezte fel 1933. március 23-án.